# 卡贝塞拉什-德巴什图 (堂区)
卡贝塞拉什-德巴什图是葡萄牙布拉加区的一个堂区。总面积24.52平方公里，总人口868人，人口密度35.4人/平方公里。